# Jean de Suarez d'Aulan
Jean de Suarez d'Aulan (Savasse, 20 de noviembre de 1900-Altkirch, 8 de octubre de 1944) fue un deportista y militar francés que compitió en bobsleigh. Ganó una medalla de bronce en el Campeonato Mundial de Bobsleigh de 1934, en la prueba cuádruple.

## Trayectoria
Suarez d'Aulan heredó en su juventud una considerable fortuna. En la universidad, practicó varios deportes, llegando a ser campeón nacional en natación y salto. También participó dos veces en las 24 Horas de Le Mans y en ralies aéreos en Egipto, Alemania y Francia.
Formó parte del equipo francés de bobsleigh a cuatro que ganó la medalla de bronce en el campeonato mundial de 1934.
Fue presidente de una empresa vinatera champañesa. Esa condición le permitió ayudar a la resistencia durante la Segunda Guerra Mundial, ocultando armas lanzadas en paracaídas. Denunciado a la Gestapo, consiguió huir a África del Norte, donde se incorporó al grupo II/5. Era uno de los pilotos de caza de mayor edad. Tras varias misiones sobre Alemania, fue derribado por un Me-109 cuando pilotaba un P-47 sobre el bosque de Fagolsheim.
Suarez d'Aulan fue nombrado Caballero de la Legión de Honor y recibió la Cruz Militar.

## Palmarés deportivo internacional
| Campeonato Mundial | Campeonato Mundial                | Campeonato Mundial | Campeonato Mundial |
| Año                | Lugar                             | Medalla            | Prueba             |
| ------------------ | --------------------------------- | ------------------ | ------------------ |
| 1934               | Garmisch-Partenkirchen (Alemania) | Medalla de bronce  | Cuádruple          |